# Akademia Sant'Anna 2023-2024
Questa voce raccoglie le informazioni riguardanti l'Akademia Sant'Anna nelle competizioni ufficiali della stagione 2023-2024.

## Stagione
Nella stagione 2023-24 l'Akademia Sant'Anna assume la denominazione sponsorizzata di Città Di Messina.
Partecipa per la seconda volta consecutiva al campionato di Serie A2 terminando il girone A della regular season al terzo posto in classifica; nella pool promozione giunge al terzo posto, ottenendo l'accesso ai play-off promozione dove viene fermata in semifinale dal Talmassons.
A seguito del quarto posto in classifica al termine del girone di andata, si qualifica per la Coppa Italia di Serie A2 venendo sconfitta in semifinale dalla Futura Giovani.

## Organigramma societario
Area direttiva
- Presidente: Fabrizio Costantino
- Presidente onorario: Rodolfo Savica
- Vicepresidente: Giuseppe Venuti
- Direttore generale: Antonio Caselli
- General manager: Giuseppe Venuto
- Team manager: Marco Maressa
- Responsabile legale: Massimo Mastroeni
- Responsabile rapporti con le istituzioni: Alberto Donati

Area tecnica
- Allenatore: Fabio Bonafede
- Allenatore in seconda: Flavio Ferrara
- Assistente allenatore: Fortunato Micalizzi
- Scoutman: Daniele Casareo

Area comunicazione
- Responsabile comunicazione: Leonardo Berti

Area marketing
- Responsabile marketing: Rovena Raymo

Area sanitaria
- Medico: Francesco Ballarino
- Preparatore atletico: Paolo Santorum
- Fisioterapista: Domiziani Milissale
- Nutrizionista: Simona Brigandì

## Rosa
| N° | Nome                | Ruolo | Data di nascita  | Nazionalità sportiva |
| -- | ------------------- | ----- | ---------------- | -------------------- |
| 1  | Valeria Battista    | S     | 23 gennaio 2001  | Italia               |
| 2  | Melissa Martinelli  | C     | 23 marzo 1993    | Italia               |
| 3  | Greta Catania       | C     | 9 marzo 2004     | Italia               |
| 4  | Sara Ciancio        | L     | 11 febbraio 1999 | Italia               |
| 5  | Dalila Modestino    | C     | 4 aprile 1998    | Italia               |
| 6  | Giulia Felappi      | S     | 1º febbraio 2002 | Italia               |
| 7  | Valentina Mearini   | C     | 1º agosto 1994   | Italia               |
| 8  | Kelsie Payne        | O     | 29 novembre 1995 | Stati Uniti          |
| 9  | Jessica Joly        | S     | 6 gennaio 2000   | Italia               |
| 10 | Aurora Rossetto     | S     | 21 gennaio 1997  | Italia               |
| 12 | Marianna Maggipinto | L     | 5 gennaio 1996   | Italia               |
| 14 | Giulia Galletti     | P     | 4 giugno 1999    | Italia               |
| 15 | Ilaria Michelini    | P     | 15 maggio 1999   | Italia               |

## Mercato
| Acquisti | Acquisti            | Acquisti             | Acquisti   |
| R.       | Nome                | da                   | Modalità   |
| -------- | ------------------- | -------------------- | ---------- |
| S        | Valeria Battista    | UYBA                 | definitivo |
| S        | Giulia Felappi      | Blu Team             | definitivo |
| P        | Giulia Galletti     | Offanengo            | definitivo |
| S        | Jessica Joly        | Trentino             | definitivo |
| L        | Marianna Maggipinto | Montecchio Maggiore  | definitivo |
| P        | Ilaria Michelini    | Talmassons           | definitivo |
| C        | Dalila Modestino    | Libertas Martignacco | definitivo |
| O        | Kelsie Payne        | Sigorta Shop         | definitivo |
| S        | Aurora Rossetto     | Talmassons           | definitivo |

| Cessioni | Cessioni             | Cessioni             | Cessioni   |
| R.       | Nome                 | a                    | Modalità   |
| -------- | -------------------- | -------------------- | ---------- |
| P        | Valentina Brandi     | Alba                 | definitivo |
| O        | Aurélia Ebatombo     | Vallecamonica Sebino | definitivo |
| L        | Giorgia Faraone      | Casalmaggiore        | definitivo |
| S        | Valentina Martilotti | Il Podio Fasano      | definitivo |
| P        | Margherita Muzi      | Roma Club            | definitivo |
| L        | Michela Pisano       | Il Podio Fasano      | definitivo |
| S        | Madelyn Robinson     | RC Cannes            | definitivo |
| S        | Giorgia Silotto      | Marsala              | definitivo |
| O        | Barbara Varaldo      | Marsala              | definitivo |

## Risultati

### Serie A2

#### Girone di andata
| 1ª Giornata - 8 ottobre 2023 Palazzo dello Sport, Trebaseleghe           | Fratte            | 2 - 3 | Sant'Anna             | 25-17, 25-21, 14-25, 20-25, 13-15 |
| 2ª Giornata - 15 ottobre 2023 PalaRescifina, Messina                     | Sant'Anna         | 3 - 1 | Alba                  | 15-25, 30-28, 25-22, 25-20        |
| 3ª Giornata - 22 ottobre 2023 PalaRescifina, Messina                     | Sant'Anna         | 3 - 0 | Bologna               | 25-21, 26-24, 25-22               |
| 4ª Giornata - 28 ottobre 2023 Palazzetto dello Sport, Lignano Sabbiadoro | Talmassons        | 3 - 2 | Sant'Anna             | 29-27, 16-25, 25-14, 19-25, 15-9  |
| 5ª Giornata - 1º novembre 2023 PalaRescifina, Messina                    | Sant'Anna         | 3 - 0 | Beach World Pescara   | 27-25, 25-14, 25-15               |
| 6ª Giornata - 5 novembre 2023 PalaRescifina, Messina                     | Sant'Anna         | 3 - 0 | Soverato              | 27-25, 25-18, 25-18               |
| 7ª Giornata - 12 novembre 2023 PalaGeorge, Montichiari                   | Millenium Brescia | 0 - 3 | Sant'Anna             | 23-25, 21-25, 16-25               |
| 8ª Giornata - 19 novembre 2023 PalaRescifina, Messina                    | Sant'Anna         | 0 - 3 | Wealth Planet Perugia | 22-25, 25-27, 19-25               |
| 9ª Giornata - 22 novembre 2023 PalaBorsani, Castellanza                  | Futura Giovani    | 3 - 1 | Sant'Anna             | 25-14, 12-25, 25-18, 25-14        |

#### Girone di ritorno
| 10ª Giornata - 26 novembre 2023 PalaRescifina, Messina               | Sant'Anna             | 3 - 0 | Fratte            | 25-15, 25-15, 25-17               |
| 11ª Giornata - 3 dicembre 2023 PalaFrancescucci, Casnate con Bernate | Alba                  | 0 - 3 | Sant'Anna         | 20-25, 22-25, 24-26               |
| 12ª Giornata - 10 dicembre 2023 PalaMarani, Budrio                   | Bologna               | 0 - 3 | Sant'Anna         | 23-25, 20-25, 20-25               |
| 13ª Giornata - 16 dicembre 2023 PalaRescifina, Messina               | Sant'Anna             | 3 - 1 | Talmassons        | 25-20, 22-25, 25-18, 25-21        |
| 14ª Giornata - 23 dicembre 2023 PalaRoma, Montesilvano               | Beach World Pescara   | 0 - 3 | Sant'Anna         | 16-25, 15-25, 13-25               |
| 15ª Giornata - 26 dicembre 2023 PalaScoppa, Soverato                 | Soverato              | 0 - 3 | Sant'Anna         | 12-25, 22-25, 20-25               |
| 16ª Giornata - 7 gennaio 2024 PalaRescifina, Messina                 | Sant'Anna             | 3 - 2 | Millenium Brescia | 25-22, 21-25, 20-25, 25-15, 15-6  |
| 17ª Giornata - 13 gennaio 2024 PalaEvangelisti, Perugia              | Wealth Planet Perugia | 3 - 0 | Sant'Anna         | 25-16, 25-22, 25-19               |
| 18ª Giornata - 21 gennaio 2024 PalaRescifina, Messina                | Sant'Anna             | 3 - 2 | Futura Giovani    | 21-25, 25-23, 25-19, 16-25, 17-15 |

#### Pool promozione
| 1ª Giornata - 28 gennaio 2024 PalaRescifina, Messina                             | Sant'Anna           | 3 - 1 | Montecchio Maggiore | 25-15, 19-25, 25-14, 25-8         |
| 2ª Giornata - 3 febbraio 2024 PalaRadi, Cremona                                  | Esperia             | 1 - 3 | Sant'Anna           | 25-22, 20-25, 11-25, 22-25        |
| 3ª Giornata - 11 febbraio 2024 Palazzetto dello Sport, San Giovanni in Marignano | Adolfo Consolini    | 3 - 0 | Sant'Anna           | 25-16, 25-22, 25-15               |
| 4ª Giornata - 14 febbraio 2024 PalaRescifina, Messina                            | Sant'Anna           | 3 - 1 | Helvia Recina       | 25-12, 17-25, 28-26, 25-19        |
| 5ª Giornata - 25 febbraio 2024 PalaManera, Mondovì                               | Mondovì             | 3 - 2 | Sant'Anna           | 25-22, 15-25, 20-25, 28-26, 15-13 |
| 6ª Giornata - 3 marzo 2024 PalaFerroli, San Bonifacio                            | Montecchio Maggiore | 0 - 3 | Sant'Anna           | 12-25, 16-25, 22-25               |
| 7ª Giornata - 10 marzo 2024 PalaRescifina, Messina                               | Sant'Anna           | 3 - 0 | Esperia             | 25-19, 25-19, 25-19               |
| 8ª Giornata - 17 marzo 2024 PalaRescifina, Messina                               | Sant'Anna           | 3 - 0 | Adolfo Consolini    | 25-16, 25-23, 25-22               |
| 9ª Giornata - 24 marzo 2024 PalaFontescodella, Macerata                          | Helvia Recina       | 3 - 1 | Sant'Anna           | 25-13, 25-20, 22-25, 25-22        |
| 10ª Giornata - 30 marzo 2024 PalaRescifina, Messina                              | Sant'Anna           | 0 - 3 | Mondovì             | 23-25, 24-26, 21-25               |

#### Play-off promozione
| 1ª Giornata - 7 aprile 2024 PalaRescifina, Messina            | Sant'Anna  | 2 - 3 | Talmassons | 25-21, 25-15, 23-25, 25-27, 13-15 |
| 2ª Giornata - 10 aprile 2024 Palazzetto dello Sport, Latisana | Talmassons | 1 - 3 | Sant'Anna  | 25-19, 23-25, 23-25, 21-25        |
| 3ª Giornata - 14 aprile 2024 PalaRescifina, Messina           | Sant'Anna  | 0 - 3 | Talmassons | 19-25, 23-25, 17-25               |

### Coppa Italia di Serie A2
| 1ª Giornata - 10 gennaio 2024 PalaFontescodella, Macerata | Helvia Recina  | 0 - 3 | Sant'Anna | 21-25, 25-27, 20-25 |
| 1ª Giornata - 24 gennaio 2024 PalaBorsani, Castellanza    | Futura Giovani | 3 - 0 | Sant'Anna | 25-23, 26-24, 27-25 |

## Statistiche

### Statistiche di squadra
| Competizione             | Punti | In casa | In casa | In casa | In trasferta | In trasferta | In trasferta | Totale | Totale | Totale |
| Competizione             | Punti | G       | V       | P       | G            | V            | P            | G      | V      | P      |
| ------------------------ | ----- | ------- | ------- | ------- | ------------ | ------------ | ------------ | ------ | ------ | ------ |
| Serie A2                 | 59    | 16      | 12      | 4       | 15           | 9            | 6            | 31     | 21     | 10     |
| Coppa Italia di Serie A2 |       | 0       | 0       | 0       | 2            | 1            | 1            | 2      | 1      | 1      |
| Totale                   | -     | 16      | 12      | 4       | 17           | 10           | 7            | 33     | 22     | 11     |

G = partite giocate; V = partite vinte; P = partite perse 

### Statistiche dei giocatori
| Giocatore     | Serie A2 | Serie A2 | Serie A2 | Serie A2 | Serie A2 | Coppa Italia di Serie A2 | Coppa Italia di Serie A2 | Coppa Italia di Serie A2 | Coppa Italia di Serie A2 | Coppa Italia di Serie A2 | Totale | Totale | Totale | Totale | Totale |
| Giocatore     | P        | PT       | AV       | MV       | BV       | P                        | PT                       | AV                       | MV                       | BV                       | P      | PT     | AV     | MV     | BV     |
| ------------- | -------- | -------- | -------- | -------- | -------- | ------------------------ | ------------------------ | ------------------------ | ------------------------ | ------------------------ | ------ | ------ | ------ | ------ | ------ |
| V. Battista   | 30       | 362      | 305      | 32       | 24       | 2                        | 24                       | 22                       | 0                        | 2                        | 32     | 386    | 327    | 32     | 26     |
| G. Catania    | 20       | 52       | 40       | 11       | 1        | 0                        | 0                        | 0                        | 0                        | 0                        | 20     | 52     | 40     | 11     | 1      |
| S. Ciancio    | 21       | 0        | 0        | 0        | 0        | 2                        | 0                        | 0                        | 0                        | 0                        | 23     | 0      | 0      | 0      | 0      |
| G. Felappi    | 5        | 0        | 0        | 0        | 0        | 0                        | 0                        | 0                        | 0                        | 0                        | 5      | 0      | 0      | 0      | 0      |
| G. Galletti   | 31       | 55       | 30       | 13       | 12       | 2                        | 5                        | 0                        | 2                        | 3                        | 33     | 60     | 30     | 15     | 15     |
| J. Joly       | 27       | 220      | 181      | 20       | 19       | 2                        | 6                        | 4                        | 1                        | 1                        | 29     | 226    | 185    | 21     | 20     |
| M. Maggipinto | 30       | 0        | 0        | 0        | 0        | 2                        | 0                        | 0                        | 0                        | 0                        | 32     | 0      | 0      | 0      | 0      |
| M. Martinelli | 29       | 177      | 82       | 83       | 11       | 2                        | 16                       | 10                       | 6                        | 0                        | 31     | 193    | 92     | 89     | 11     |
| V. Mearini    | 15       | 48       | 27       | 16       | 5        | 0                        | 0                        | 0                        | 0                        | 0                        | 15     | 48     | 27     | 16     | 5      |
| I. Michelini  | 6        | 0        | 0        | 0        | 0        | 0                        | 0                        | 0                        | 0                        | 0                        | 6      | 0      | 0      | 0      | 0      |
| D. Modestino  | 31       | 222      | 146      | 56       | 19       | 2                        | 20                       | 14                       | 4                        | 2                        | 33     | 242    | 160    | 60     | 21     |
| K. Payne      | 31       | 515      | 458      | 43       | 14       | 2                        | 29                       | 27                       | 2                        | 0                        | 33     | 544    | 485    | 45     | 14     |
| A. Rossetto   | 29       | 204      | 153      | 29       | 22       | 2                        | 8                        | 4                        | 2                        | 2                        | 31     | 212    | 157    | 31     | 24     |

P = presenze; PT = punti totali; AV = attacchi vincenti; MV = muri vincenti; BV = battute vincenti